# Sansevieria powysii
Sansevieria powysii är en sparrisväxtart som beskrevs av Leonard Eric Newton. Sansevieria powysii ingår i släktet bajonettliljor, och familjen sparrisväxter. Inga underarter finns listade i Catalogue of Life.